# Giorgio Bellani
Giorgio Bellani (Milano, 5 novembre 1923 – Milano, 26 novembre 1969) è stato un giornalista e telecronista sportivo italiano.

## Biografia
In gioventù, Bellani pratica lo sci di fondo, allenato da Vittorio Strumolo. Si avvicina al giornalismo sportivo nel secondo dopoguerra, scrivendo di ciclismo e di pugilato, oltre che di sci e, soprattutto, di tennis, al quale si appassiona particolarmente.
Nel 1951 sposa la campionessa Anneliese Ullstein, di otto anni più anziana, già vedova del tennista milanese Renato Bossi.
Capo della redazione sportiva milanese del Corriere dello Sport, collabora saltuariamente anche con altre testate, come La Stampa di Torino.
Con l'avvento dei programmi televisivi RAI (1954), Bellani diventa la "voce" del tennis italiano, in qualità di telecronista. Commenta tutte le principali manifestazioni tennistiche per un quindicennio, sino alla prematura scomparsa.
Alcune parole e frasi del suo lessico sono entrate in modo stabile nella fraseologia d'uso in ambito tennistico quali, a esempio, la traduzione dei tecnicismi inglesi game, set e match, rispettivamente, in "gioco", "partita", "incontro" o la definizione di incontro "al meglio" dei tre o dei cinque set.